# Suemus punctatus
Suemus punctatus är en spindelart som beskrevs av Lawrence 1938. Suemus punctatus ingår i släktet Suemus och familjen snabblöparspindlar. Inga underarter finns listade i Catalogue of Life.